# Бивио Куполи-Киракијуколо (Пескара)
Бивио Куполи-Киракијуколо (итал. Bivio Cupoli-Chirachiuccolo) је насеље у Италији у округу Пескара, региону Абруцо.
Према процени из 2011. у насељу је живело 83 становника. Насеље се налази на надморској висини од 447 м.